# Casona Cienfuegos 41
La Casona Cienfuegos 41 es un inmueble construido en 1926 y diseñado por Ismael Edwards Matte y Federico Bieregel, siendo el primero el primer propietario del mismo. Comprende 1700 m² construidos sobre un terreno de 935 metros cuadrados, diseñado bajo el estilo neogótico y medieval.[cita requerida]
Enclavada en un barrio considerado patrimonio de Santiago, en la calle Cienfuegos 41, siempre destacó por su belleza arquitectónica, lleno de gárgolas y vitrales finísimos traídos desde Europa.[cita requerida]

## Historia

### Sede de Colo-Colo
En 1953, era parte de la mesa directiva del club de fútbol Colo-Colo, que presidía Antonio Labán, el sobrino de Ismael Edwards Matte, Rafael Errázuriz Edwards, quien comentó que su tío tenía a la venta el inmueble, adquiriendo el mismo año la propiedad dicho club. Con el tiempo, la casona se transformó en un símbolo del equipo, al igual que el Estadio Monumental; allí se realizó la fiesta de matrimonio de Carlos Caszely, uno de los máximos referentes del club, en 1973. Sin embargo, producto de una crisis económica en 2002, Colo-Colo se vio obligado a rematar la vivienda.[cita requerida]

### Facultad de Derecho
Actualmente el inmueble es ocupado por la Facultad de Derecho de la Universidad Alberto Hurtado.

## Simbolismo
Dada su riqueza simbólica, posiblemente relacionada con los intereses en la Alquimia que habría tenido Ismael Edwards, la propiedad ha sido investigada por el estudioso chileno Sergio Fritz, quien a cargo de dicha casa de estudios realizó un informe en 2006.[cita requerida]